# 須口まき
須口 まき（すぐち まき、1968年1月19日 - ）57歳は、フリーのラジオDJ、フリーアナウンサー。
本名は木村 眞喜（きむら まき）。宮城県仙台市出身。既婚。2児の母。血液型はA型。最終学歴は東北学院大学。実家はケーキ屋。

## 来歴
大学在学中よりTVのリポーターやラジオのDJ、CM等のナレーターの仕事を開始。

## 人物
- 資格はリフレクソロジスト。
- 趣味は音楽鑑賞、音楽ライブで踊る、美味しいコーヒー屋めぐり、ジャズ喫茶名店探訪、絵を描く、モダンバレエ、ヨガ、芝居を観る、散歩、本屋巡り、絵を描く、空の撮影、路上観察。
- 特技は朗読、リーディング。

## 出演
現在の出演番組
- TBCラジオ
  - サタディ・イン・ザ・パーク（アシスタント）
  - Sofa×Music （プロ野球中継が予定より早く終了した場合、雨天中止の場合、あるいはもとから中継放送が組み込まれていない場合のみ放送。いわゆるクッション番組。）

過去の出演番組
- TBCラジオ
  - ラジオ・カーのリポーター　2010年秋 - 2012年春
  - Radio倶楽部　2020年4月11日 - 2020年5月16日 安田立和の代理で担当した
  - ランチボックスL
  - En∞Voyage（代理担当終了）
  - ミミフク　(ラジオ3、ｰ 2023年8月)